# VV Oldenzaal in het seizoen 1962/63
Het seizoen 1962/1963 was het achtste en laatste jaar in het bestaan van de Oldenzaalse betaaldvoetbalclub Oldenzaal. De club kwam uit in de Tweede divisie A en eindigde daarin op de 17e plaats. In een onderlinge wedstrijd met de nummer 17 van divisie B werd uitgemaakt wie er degradeerde naar de amateurs. De wedstrijd tegen PEC werd met 5–1 gewonnen. Na de gewonnen degradatiewedstrijd werd duidelijk dat Oldenzaal, om financiële redenen, geen betaald voetbal meer kon spelen. De club keerde vrijwillig terug naar het amateurvoetbal. De club werd opnieuw ingedeeld in de vierde klasse amateurs. Tevens deed de club mee aan het toernooi om de KNVB beker, hierin werd de club in de tweede ronde uitgeschakeld door Eindhoven (7–0). 

## Wedstrijdstatistieken

### Tweede divisie A
|       | AGOVV | Alkmaar '54 | Be Quick | De Graafschap | Heerenveen | KFC   | Leeuwarden | N.E.C. | Stormvogels | Tubantia | Vitesse | VSV   | Wageningen | ZFC   | Zwartemeer | Zwolsche Boys |
| ----- | ----- | ----------- | -------- | ------------- | ---------- | ----- | ---------- | ------ | ----------- | -------- | ------- | ----- | ---------- | ----- | ---------- | ------------- |
| Thuis | 2 – 2 | 3 – 3       | 2 – 4    | 1 – 1         | 1 – 2      | 2 – 0 | 1 – 1      | 2 – 2  | 3 – 1       | 1 – 3    | 4 – 1   | 0 – 3 | 2 – 0      | 2 – 1 | 1 – 6      | 1 – 1         |
| Uit   | 1 – 0 | 2 – 0       | 2 – 3    | 2 – 0         | 2 – 0      | 3 – 0 | 4 – 2      | 3 – 0  | 1 – 1       | 2 – 0    | 4 – 0   | 4 – 2 | 2 – 0      | 1 – 0 | 3 – 2      | 2 – 2         |

### Degradatiewedstrijd
| Degradatiewedstrijd                                                                         | Oldenzaal                                                           | 5 – 1 (1 – 0) | PEC              |
| 23 juni 1963 Plaats: Almelo Bornsestraat Toeschouwers: 5.000 Scheidsrechter: Henk Gennissen | Willem Oude Alink 32', 74', 90' Johan Beuvink 86' Henk Kalsbeek 88' |               | 87' Gerrit Voges |

### KNVB beker
| 1e ronde                                      | Tubantia                                                                          | 1 – 2 (1 – 1, 1 – 0) Na verlenging | Oldenzaal                           |
| 14 oktober 1962 Plaats: Hengelo Veldwijk      | Klaas Snip 30'                                                                    |                                    | 60' Henk Kalsbeek 95' Johan Beuvink |
| 2e ronde                                      | Eindhoven                                                                         | 7 – 0 (4 – 0)                      | Oldenzaal                           |
| 11 november 1962 Plaats: Eindhoven Aalsterweg | Ger Saris 15', –', 68' Frans Tebak 30' Thieu Soers Joop Oomens 76' Piet van Rooij |                                    |                                     |

## Statistieken Oldenzaal 1962/1963

### Eindstand Oldenzaal in de Nederlandse Tweede divisie A 1962 / 1963
| Stand | Gespeeld | Gewonnen | Gelijk | Verloren | Punten | Doelpunten voor | Doelpunten tegen |
| ----- | -------- | -------- | ------ | -------- | ------ | --------------- | ---------------- |
| 17e   | 32       | 6        | 8      | 18       | 20     | 40              | 69               |

### Topscorers
| #      | Naam               | Goal |
| ------ | ------------------ | ---- |
| 1.     | Jannie Hulsink     | 8    |
| 2.     | Johan Beuvink      | 7    |
| 2.     | Bennie Stuivenberg | 7    |
| 4.     | Henk Kalsbeek      | 6    |
| 5.     | Willem Oude Alink  | 5    |
| 6.     | Peter Hoomans      | 3    |
| 7.     | Hennie Koopman     | 1    |
| 7.     | Henk Nieland       | 1    |
| 7.     | Henk Rensen        | 1    |
| 7.     | Marie de Witte     | 1    |
| Totaal | Totaal             | 40   |

| #      | Naam              | Goal |
| ------ | ----------------- | ---- |
| 1.     | Willem Oude Alink | 3    |
| 2.     | Johan Beuvink     | 1    |
| 2.     | Henk Kalsbeek     | 1    |
| Totaal | Totaal            | 5    |

| #      | Naam          | Goal |
| ------ | ------------- | ---- |
| 1.     | Johan Beuvink | 1    |
| 1.     | Henk Kalsbeek | 1    |
| Totaal | Totaal        | 2    |